# Museu Nacional d'Art Modern de Tòquio

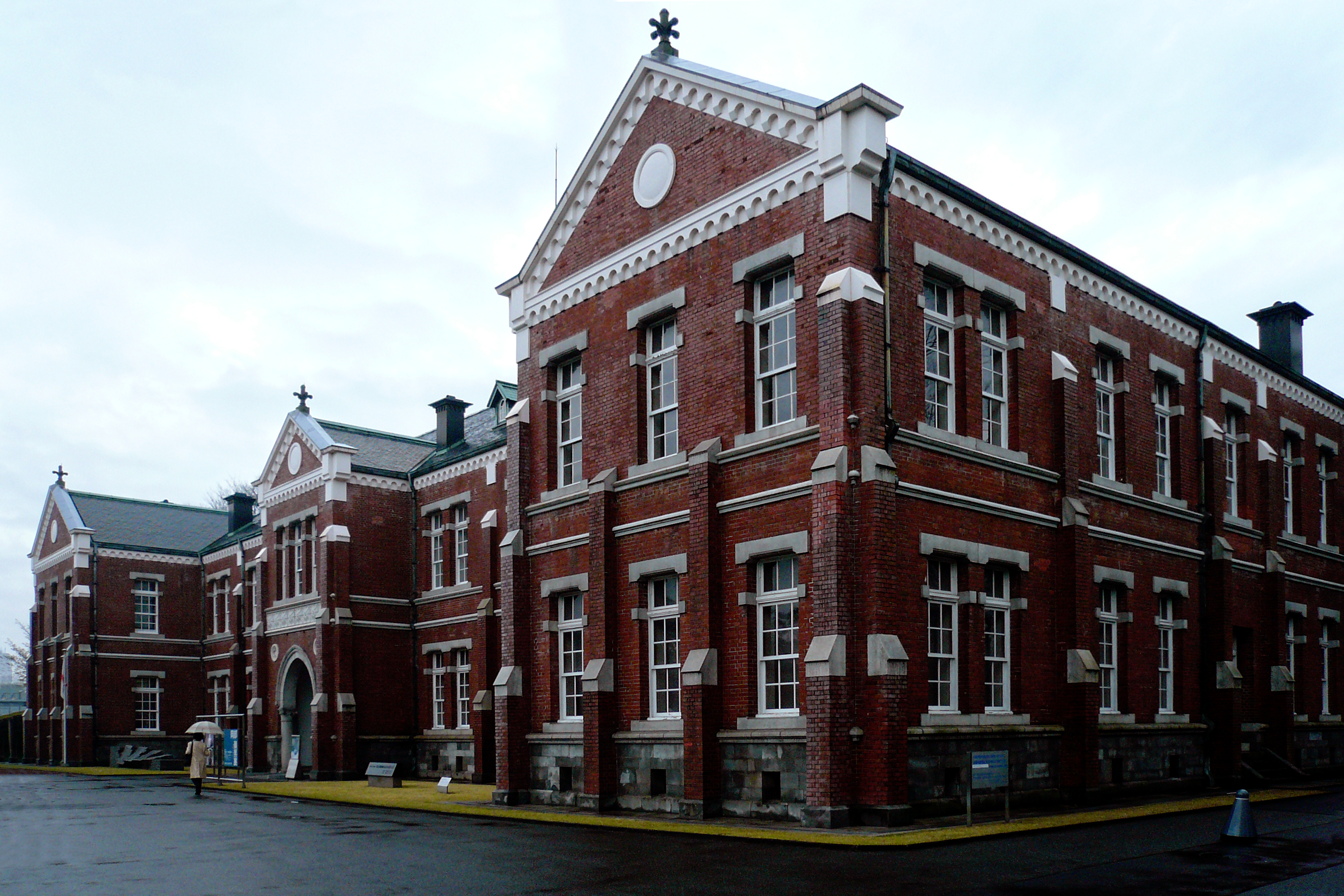
Galeria

El Museu Nacional d'Art Modern de Tòquio (东京 国立 近代 美术馆 Tōkyō Kokuritsu Kindai Bijutsukan) ubicat a Tòquio, Japó, és el museu més important que col·lecciona i exhibeix art contemporani japonès. Aquest museu de Tòquio és també conegut per l'acrònim anglès MOMAT (Museu of Modern Art Tokyo). El MOMAT és conegut per la seva col·lecció d'art del segle XX i inclou artistes tant d'estil occidental com Nihongo.

## Catàleg unificat
El Catàleg Col·lectiu de les Col·leccions dels Museus Nacional d'Art del Japó és un catàleg consolidat de material en poder dels quatre museus d'art japonès nacional : 
- el Museu Nacional d'Art Modern de Kyoto (MOMAK))
- el Museu Nacional d'Art Modern de Tòquio (MOMAT)
- el Museu Nacional d'Art d'Osaka (NMAO)
- el Museu Nacional d'Art Occidental a Tòquio (NMWA):[1]

La versió electrònica d'aquest catàleg col·lectiu està actualment en construcció, amb només algunes obres seleccionades disponibles en aquest moment.